# Edwardsiana ampliata
Edwardsiana ampliata är en insektsart som först beskrevs av Wagner 1947.  Edwardsiana ampliata ingår i släktet Edwardsiana och familjen dvärgstritar. Inga underarter finns listade i Catalogue of Life.